# Guldpapegojnäbb
Guldpapegojnäbb (Suthora verreauxi) är en östasiatisk fågel i familjen papegojnäbbar inom ordningen tättingar.

## Kännetecken

### Utseende
Guldpapegojnäbben är en liten (10-12 cm) och ljus papegojnäbb med svart strupe och mycket liten, knubbig och blekrosa näbb. Bröst och buk är gråvita, flankerna varmare orangebruna. Ansiktet är mörkt med gråsvart kring ögat, med kort ögonbrynsstreck, brett vitaktigt mustaschstreck och gråvitt på tygeln och örontäckarna. Ovansidan är varmt orangebrun, brunare på rygg och skapularer. Vingarna är svartaktiga med bleka spetsar på vingpennorna, medan den likaledes svartaktiga rätt långa stjärten har orangebruna yttre stjärtpennor.

### Läten
Guldpapegojnäbbens sång är ett tunt och ljust "ssii-ssii-ssu-ssii". Bland lätena hörs korta "pit" eller "tup" som kontaktläten, även skallrande "trrr'it" och spinnande "prrp prrp".

## Utbredning och systematik
Guldpapegojnäbb förekommer i bergstrakter i östra Asien och delas in i fem underarter med följande utbredning:
- Suthora verreauxi verreauxi – sydvästra Kina (östra Qinghai till Sichuan och norra Yunnan)
- Suthora verreauxi craddocki – södra Kina (nordöstra Guangxi), nordöstra Tonkin (Fan Si Pan), västra Myanmar
- Suthora verreauxi beaulieu – norra Laos (Chiang Khwang Province)
- Suthora verreauxi pallidus – sydöstra Kina (nordvästra Fujian)
- Suthora verreauxi morrisonianus – högländerna på Taiwan

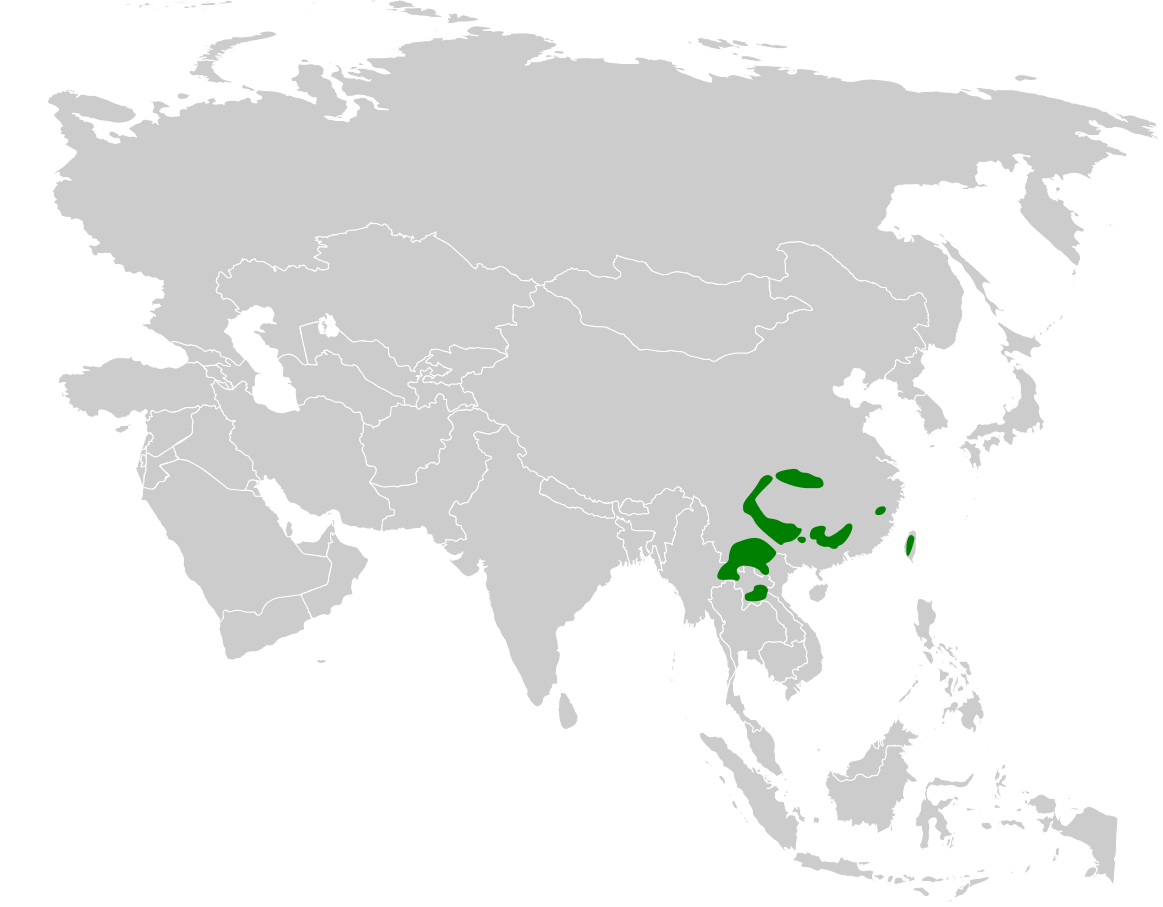
Guldpapegojnäbbens utbredningsområde.

### Släktestillhörighet
Tidigare inkluderades alla papegojnäbbar förutom större papegojnäbb i Paradoxornis. DNA-studier visar dock att större papegojnäbb och den amerikanska arten messmyg (Chamaea fasciata) är inbäddade i släktet. Paradoxornis har därför delats upp i flera mindre släkten. Initialt placerades guldpapegojnäbb med släktingar i släktet Sinosuthora, men detta har sedermera inkluderats i Suthora.

### Familjetillhörighet
DNA-studier visar att papegojnäbbarna bildar en grupp tillsammans med den amerikanska arten messmyg, de tidigare cistikolorna i Rhopophilus samt en handfull släkten som tidigare också ansågs vara timalior (Fulvetta, Lioparus, Chrysomma, Moupinia och Myzornis). Denna grupp är i sin tur närmast släkt med sylvior i Sylviidae och har tidigare inkluderats i den familjen. Enligt sentida studier skilde sig dock de båda grupperna sig åt för hela cirka 19 miljoner år sedan, varför tongivande International Ornithological Congress (IOC) numera urskilt dem till en egen familj, Paradoxornithidae. Denna linje följs här.

## Levnadssätt
Guldpapegojnäbben hittas i bambustånd och snår kring städsegröna bergsskogar på mellan 1000 och 3050 meters höjd. Där ses den i par eller i smågrupper med upp till tio individer, på jakt efter små larver, skalbaggar och frön. På Taiwan häckar fågeln i juli. Båda könen hjälps åt att bygga det äggformade boet. Arten är stannfågel.

## Status och hot
Arten har ett stort utbredningsområde och en stor population, men tros minska i antal till följd av habitatförstörelse och fragmentering. Den minskar dock inte tillräckligt kraftigt för att den ska betraktas som hotad. Internationella naturvårdsunionen IUCN kategoriserar därför arten som livskraftig (LC). Världspopulationen har inte uppskattats men den beskrivs som vida spridd och generellt inte ovanlig, men ovanlig till endast lokalt vanlig i Sydostasien.

## Namn
Fågelns vetenskapliga artnamn hedrar Jules Pierre Verreaux (1807-1873), fransk handlare i specimen.